# خرومین
خرومین (به لهستانی:  Chromin) یک روستا در لهستان است که در گمینا بوروویه واقع شده‌است.